# Faustine Noël
Pour les articles homonymes, voir Noël (homonymie).
Faustine Noël, née le 25 décembre 1993 à Nantes, est une joueuse de badminton handisport française.

## Biographie
Elle naît le 25 décembre 1993 à Nantes. Elle est rapidement diagnostiquée avec un handicap neuromoteur léger : « Quand je stresse, ma jambe se contracte [...]. J'ai aussi un déficit d'équilibre. Je ne peux donc pas faire des déplacements typiques du badminton »,.
Elle commence la pratique du badminton à l'âge de 10 ans au niveau départemental et interdépartemental, en compensant son handicap. En 2014, elle est approchée par Lucas Mazur, futur partenaire de double-mixte, et Sandrine Bernard, chargée de développer le parabadminton. Cette dernière l'encourage à se lancer dans l'handisport de haut niveau.
En 2015, elle participe à son premier tournoi handisport, classée en SL4. Cette classe correspond aux joueurs uniquement affectés d'un handicap d'un membre inférieur. Plus tard dans l'année, elle participe à ses premiers championnats du monde, où elle décroche une médaille d'argent.
Étudiante en kinésithérapie après des études en biologie,, elle s'entraîne au quotidien à Rennes avec Loris Dufay, entraîneur de l'équipe de France Para badminton au gymnase +2Bad Arena, son sponsor.
En juin 2023, elle est classée première mondiale en double mixte et troisième mondiale en simple. Qualifiée pour les Jeux paralympiques d'été de 2024 à Paris, en simple femmes et en double mixte, elle décroche la médaille de bronze avec Lucas Mazur.

## Jeux paralympiques
| Année | Lieu  | Place | Épreuve                               |
| ----- | ----- | ----- | ------------------------------------- |
| 2021  | Tokyo | 2e    | Double mixte SL3-SU5 avec Lucas Mazur |
| 2024  | Paris |       | Simple femmes SL4                     |
| 2024  | Paris | 3e    | Double mixte SL3-SU5 avec Lucas Mazur |

## Championnats du monde
| Année | Lieu  | Place | Épreuve       |
| ----- | ----- | ----- | ------------- |
| 2015  | Stoke | 2e    | Simple femmes |

## Championnats d'Europe
| Année | Lieu  | Place | Épreuve                    |
| ----- | ----- | ----- | -------------------------- |
| 2016  | Beek  | 1re   | Double mixte - Lucas Mazur |
| 2016  | Beek  | 2e    | Simple femmes              |
| 2018  | Rodez | 1re   | Double mixte - Lucas Mazur |
| 2018  | Rodez | 2e    | Simple femmes              |

## Décorations
- Chevalier de l'ordre national du Mérite le 8 septembre 2021[10]